# Verkiezingscampagne
De verkiezingscampagne is een actie die door een politieke partij wordt georganiseerd in de periode voordat de verkiezingen zijn. De campagne kan zich uiten in het posters ophangen of het folderen door partijleden op drukbezochte plekken. Ook wordt onder meer gebruikgemaakt van propagandaspotjes op de televisie. De desbetreffende partijen proberen zo veel mogelijk stemmers achter zich te krijgen en zo veel mogelijk sympathie te winnen.
Soms is een verkiezingscampagne een dure aangelegenheid. Zo werd voor de verkiezingscampagne van de Amerikaanse Democratische Partij voor de presidentsverkiezingen in 2012 meer dan een miljard dollar gereserveerd.
Er zijn verschillende strategieën die gebruikt kunnen worden tijdens verkiezingscampagnes. Bekende strategieën zijn bijvoorbeeld: canvassing (deur-aan-deur campagne), negatieve campagnes, emotionele campagnes, telefooncampagnes.